# Liste der portugiesischen Davis-Cup-Spieler
Die Liste der portugiesischen Davis-Cup-Spieler beinhaltet alle Tennisspieler, die seit der ersten Teilnahme am Davis Cup im Jahr 1925 für die portugiesische Davis-Cup-Mannschaft gespielt haben.
Die Spieler werden alphabetisch nach Familiennamen eingeordnet. Aktueller Stand der Liste: Davis Cup 2011.
| - António Azevedo Gomes (1955–1963) Gesamtbilanz: 0:4 Einzelbilanz: 0:2 Doppelbilanz: 0:2 - António Casanovas (1925–1928) Gesamtbilanz: 1:8 Einzelbilanz: 1:5 Doppelbilanz: 0:3 - David Cohen (1955–1964) Gesamtbilanz: 1:5 Einzelbilanz: 1:5 Doppelbilanz: 0:0 - José Manuel Cordeiro (1979–1983) Gesamtbilanz: 0:7 Einzelbilanz: 0:4 Doppelbilanz: 0:3 - Pedro Cordeiro (1979–1989) Gesamtbilanz: 10:15 Einzelbilanz: 5:8 Doppelbilanz: 5:7 - Emanuel Couto (1994–2003) Gesamtbilanz: 24:15 Einzelbilanz: 11:10 Doppelbilanz: 13:5 - Sérgio Cruz (1974–1978) Gesamtbilanz: 1:9 Einzelbilanz: 1:8 Doppelbilanz: 0:1 - João Cunha e Silva (1984–2000) Gesamtbilanz: 37:40 Einzelbilanz: 25:28 Doppelbilanz: 12:12 - Manuel Dinis (1963–1970) Gesamtbilanz: 0:3 Einzelbilanz: 0:0 Doppelbilanz: 0:3 - Gastão Elias (2007–2008) Gesamtbilanz: 2:6 Einzelbilanz: 1:3 Doppelbilanz: 1:3 - Bruno Fragoso (1996–1999) Gesamtbilanz: 1:1 Einzelbilanz: 1:1 Doppelbilanz: 0:0 - Frederico Gil (seit 2004) Gesamtbilanz: 26:16 Einzelbilanz: 16:9 Doppelbilanz: 10:7 - Tiago Godinho (2002) Gesamtbilanz: 0:1 Einzelbilanz: 0:1 Doppelbilanz: 0:1 - António van Grichen (2001) Gesamtbilanz: 0:2 Einzelbilanz: 0:1 Doppelbilanz: 0:1 - João Guedes (1982) Gesamtbilanz: 1:0 Einzelbilanz: 1:0 Doppelbilanz: 0:0 | - João Lagos (1965–1975) Gesamtbilanz: 3:11 Einzelbilanz: 3:8 Doppelbilanz: 0:3 - Andre Lopes (1998) Gesamtbilanz: 0:1 Einzelbilanz: 0:1 Doppelbilanz: 0:0 - Hélder Lopes (2002–2003) Gesamtbilanz: 2:4 Einzelbilanz: 2:3 Doppelbilanz: 0:1 - Rui Machado (seit 2003) Gesamtbilanz: 11:14 Einzelbilanz: 11:13 Doppelbilanz: 0:1 - João Maio (1984) Gesamtbilanz: 0:3 Einzelbilanz: 0:2 Doppelbilanz: 0:1 - Nuno Marques (1986–2002) Gesamtbilanz: 32:26 Einzelbilanz: 21:18 Doppelbilanz: 11:8 - Arsénio Marta (1977) Gesamtbilanz: 0:2 Einzelbilanz: 0:2 Doppelbilanz: 0:0 - Bernardo Mota (1991–2004) Gesamtbilanz: 16:14 Einzelbilanz: 10:11 Doppelbilanz: 6:3 - Gonçalo Nicau (2006) Gesamtbilanz: 1:2 Einzelbilanz: 0:2 Doppelbilanz: 1:0 - Raul Peralta (1970–1976) Gesamtbilanz: 6:10 Einzelbilanz: 5:4 Doppelbilanz: 1:6 - António Pinto Coelho (1928) Gesamtbilanz: 0:2 Einzelbilanz: 0:2 Doppelbilanz: 0:0 - Eduardo Ricciardi (1948) Gesamtbilanz: 0:3 Einzelbilanz: 0:2 Doppelbilanz: 0:1 - Diogo Rocha (2005) Gesamtbilanz: 1:0 Einzelbilanz: 1:0 Doppelbilanz: 0:0 - José Roquette (1948–1949) Gesamtbilanz: 0:5 Einzelbilanz: 0:4 Doppelbilanz: 0:1 - João Roquette (1963–1969) Gesamtbilanz: 0:8 Einzelbilanz: 0:2 Doppelbilanz: 0:6 | - Marco Seruca (1988) Gesamtbilanz: 0:2 Einzelbilanz: 0:2 Doppelbilanz: 0:0 - José da Silva (1948–1955) Gesamtbilanz: 0:7 Einzelbilanz: 0:4 Doppelbilanz: 0:3 - Luís-Felipe Silva (1978) Gesamtbilanz: 0:2 Einzelbilanz: 0:1 Doppelbilanz: 0:1 - Olívio Silva (1969–1971) Gesamtbilanz: 0:2 Einzelbilanz: 0:1 Doppelbilanz: 0:1 - Miguel Soares (1977–1982) Gesamtbilanz: 2:6 Einzelbilanz: 1:4 Doppelbilanz: 1:2 - Manuel de Sousa (1977–1983) Gesamtbilanz: 1:4 Einzelbilanz: 1:3 Doppelbilanz: 0:1 - Pedro Sousa (2006–2010) Gesamtbilanz: 2:1 Einzelbilanz: 2:1 Doppelbilanz: 0:0 - João Sousa (seit 2008) Gesamtbilanz: 5:3 Einzelbilanz: 5:3 Doppelbilanz: 0:0 - Leonardo Tavares (seit 2002) Gesamtbilanz: 15:16 Einzelbilanz: 5:9 Doppelbilanz: 10:7 - Fernando Vasconcelos (1925–1928) Gesamtbilanz: 0:3 Einzelbilanz: 0:0 Doppelbilanz: 0:3 - Alfredo Vaz Pinto (1963–1975) Gesamtbilanz: 9:26 Einzelbilanz: 7:18 Doppelbilanz: 2:8 - José de Verda (1925–1928) Gesamtbilanz: 2:8 Einzelbilanz: 2:6 Doppelbilanz: 0:2 - José Vilela (1971–1979) Gesamtbilanz: 9:17 Einzelbilanz: 8:10 Doppelbilanz: 1:7 - Tiago Vinhas Sousa (2001) Gesamtbilanz: 0:2 Einzelbilanz: 0:2 Doppelbilanz: 0:0 |